# Шакшак Жанибек
Шакшак Жанибек (каз. Шақшақ Жәнібек батыр; 1693 в нынешнем Джангельдинском районе Костанайской области — 1752, там же, в песках Тосын) — казахский батыр, первый казахский тархан, бий Среднего жуза.

## Биография
Шакшак Жанибек происходил из казахского рода момын племени аргын. Родился в 1693 году в Тургае, умер в 1752 году там же, в песках Тосын. Его дед, Шакшак Аманжол был военачальником войска Есим-хана.
В 1710 году, в возрасте 17 лет, Жанибек участвовал в походе на врага в составе отряда Тауке-хана. Жанибек также отличался умом и силой духа. Он вошел в историю как настоящий батыр не знающий страха. В 18-19 лет батыр уже уже возглавлял войска.
При Абылае был военачальником и одним из его советников. В 1717 году командовал казахским отрядом в Аягозской битве. С 1723 года Жанибек-батыр участвовал в сражениях против волжских калмыков в западной части Казахского ханства, а также давал отпор джунгарам на юге вместе с батырами Богенбаем, Кабанбаем, Малайсары, Райымбеком и Отегеном.
Жанибек-батыр командовал самым крупным отрядом Среднего жуза в составе объединённого войска казахов, сформировавшемся после курултая в Ордабасы в 1726 году. В 1728 году, в битве у притока реки Сарысу в Буланты он нанес сокрушительное поражение джунгарам. В том же году разбил джунгар в Шубартенизском сражении.
В 1729—1730 годах Жанибек-батыр принял участие в Анракайской битве.
В 1741—1743 годах, Жанибек-батыр принимал участие в освобождении Абылая из джунгарского плена. Используя свои связи с руководителем Оренбургской комиссии И. И. Неплюевым, он добился отправки к джунгарам посольства с особыми поручениями. Жанибек участвовал в переговорах об установлении торговых отношений и укреплению политических связей с Россией.

В 1742 году Оренбургский генерал-губернатор И. И. Неплюев обратился с письмом в Коллегию иностранных дел. Текст письма, касающегося Шакшака Жанибека, выглядит следующим образом:
«Он по своему авторитету и влиянию превосходит даже ханов и султанов. Казахский народ прислушивается к каждому его слову. Он не чингизид, но он очень умный, из-за этого он считает себя лучшим».
В 1743 году российское правительство присвоило ему звание тархана (высокое военно-административное звание в средневековом тюркском государстве) и поручило обеспечивать безопасность караванов, следующих из Средней Азии в Оренбург.
Жанибек-тархан похоронен в Мавзолее Ходжи Ахмеда Ясави в Туркестане.

## Память
- В 2017 году, в городе Костанай торжественно был поставлен памятник Шакшаку Жанибеку[5].